# 2·4 보안법 파동
2·4 보안법 파동(二四保安法波動)은 자유당이 대공 사찰 강화와 언론 통제를 내용으로 하는 국가보안법 개정안과 대한민국 지방자치법 개정안을 국회에서 통과시킨 사건이다.

## 역사
제4대 총선의 부정선거에 대한 국민들과 야당의 불만이 팽배했던 시기에서 위기감을 느낀 자유당이 제4대 대통령 선거를 위해 이른바 공안 정국을 조성하려고 추진하기 시작했다. 1958년 8월 11일 여당이 국가보안법 개정안을 국회에 상정하자 야당은 이 법이 야당 탄압의 수단으로 사용될 것이라고 주장하며 강력히 반대했으며 원내와 원외를 번갈아 가면서 국가보안법 개악 반대 투쟁을 병행했다. 그러나 여당은 12월 24일 무술 경관을 국회에 투입하여 야당 의원들을 감금하고 국회의사당 정문을 폐쇄시킨 채 여당인 자유당만이 출석한 국회에서 국가보안법과 지방자치법 개정안을 비롯해 1959년 예산안 등 10개 법안 27개 의안이 통과되었다.

## 내용
- 국가보안법 적용 대상의 확대
- 국가보안법상의 이적 행위 개념의 확대
- 정부나 국가를 변란에 빠뜨리게 할 목적으로 구성된 결사 또는 집단의 지령을 받고 그 이익을 위하여 선전, 선동하는 행위에 대한 처벌 규정의 신설
- 군인 및 공무원의 선동 행위에 대한 처벌 규정의 신설
- 헌법상 기관의 명예 훼손 행위에 대한 처벌 규정의 신설
- 사법 경찰관의 조서, 증거 능력 인정 및 구속 기간 연장 가능
- 군 정보기관의 간첩 수사에 대한 법적 근거 마련

## 영향
1960년에 실시된 3·15 부정선거에 직접적인 영향을 주었으며 이는 4·19 혁명에 간접적인 영향을 주었다.